# Stará Lípa

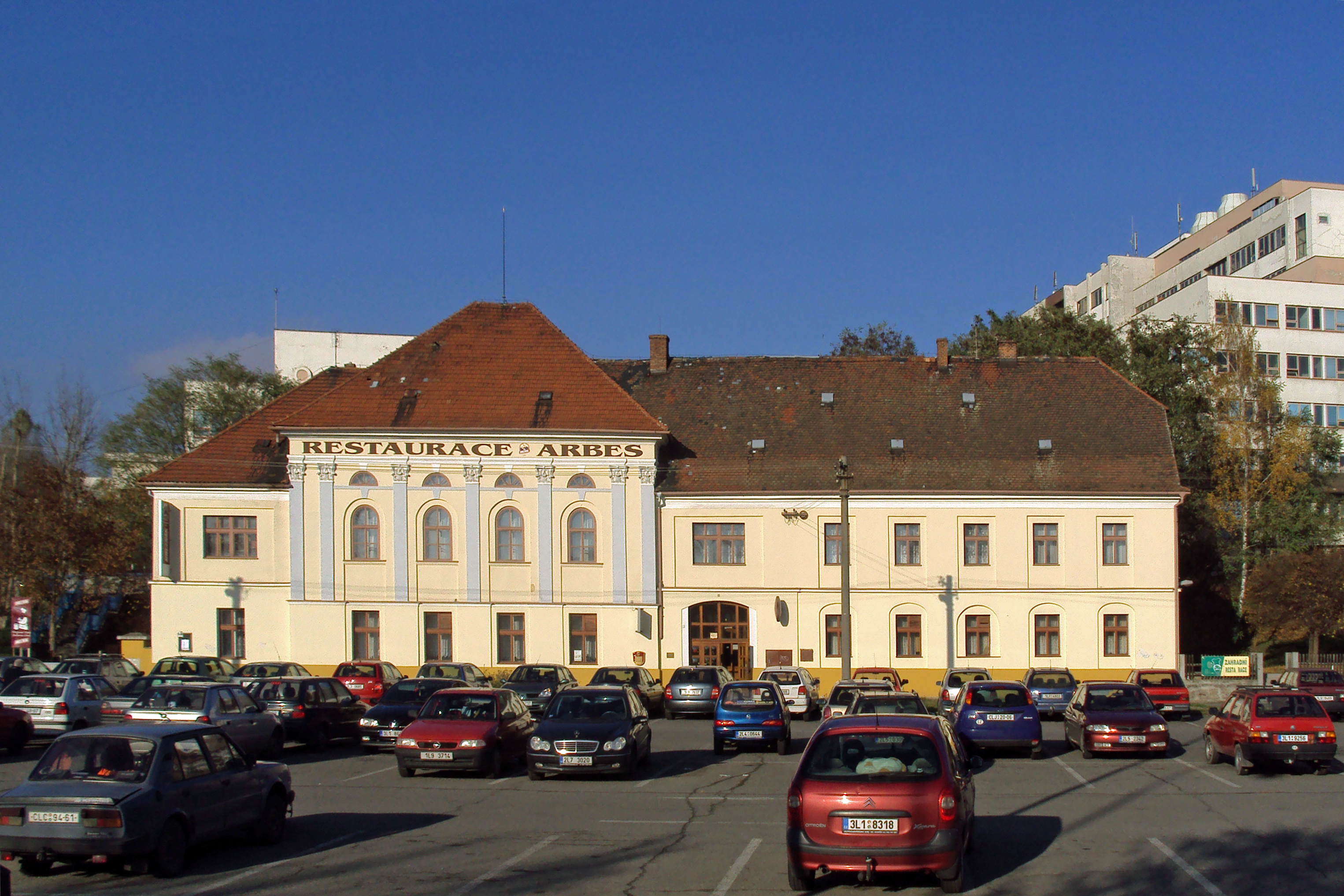
Blick auf das Restaurant "Arbes" unterhalb des Krankenhauses in Stará Lípa (2009)

Stará Lípa (deutsch Alt Leipa) ist ein Ortsteil der Stadt Česká Lípa (deutsch Böhmisch Leipa, kurz auch Leipa) im Okres Česká Lípa des Liberecký krajs in der Tschechischen Republik.

## Geografische Lage
Der Ort liegt 263 m über dem Meeresspiegel am Fluss Ploučnice (Polzen) unweit des Zentrums von Česká Lípa im Norden der Tschechiens.

## Geschichte
Der Name Stará Lípa leitet sich von dem alten böhmischen Adelsgeschlecht von Leipa (tschechisch z Lipé) bzw. dem tschechischen Wort Lípa für Linde ab. Die Gründung des Ortes geht auf die Herren von Leipa im 14. Jahrhundert zurück. 
Ab 1938/39 war Alt Leipa als Ortsteil von Schüttenitz und lag im Reichsgau Sudetenland, Landkreis Böhmisch Leipa, Regierungsbezirk Aussig. Hier lebten im Jahre 1940 624 Einwohner. Nach Ende des Zweiten Weltkrieges mussten die meisten deutschen Bewohner des Ortes diesen zwangsweise räumen und die Tschechoslowakei für immer verlassen.
Von den ursprünglichen Gebäuden ist heute fast nichts mehr erhalten, weil ein Großteil der Bebauung für ein Krankenhaus abgerissen wurde.